# SageMath
SageMath (forkortelse for eng. System for Algebra and Geometry Experimentation Mathematics) er et frit open-source-software, der er underlagt GNU General Public License. SageMath anvendes til at løse matematiske problemstillinger, for SageMath er et Computer Algebra System (CAS), der kan løse en række opgaver indenfor bl.a. algebra og talteori. SageMath findes til flere styresystemer.

## Programmeringssprog
SageMath version 9.0 (som er lanceret i januar 2020) er skrevet i Python 3.

## Styresystemer
SageMath findes til disse tre styresystemer:
- Apple macOS
- Linux
- Microsoft Windows (siden 2017)

## SageMath kan løse problemstillinger indenfor
- Algebra (herunder Lineær Algebra og Kommutativ Algebra)
- Ligninger
- Differentialregning
- Integralregning
- Differentialligninger (se tabel nedenfor)
- Talteori
- Tegne funktioners grafer (2D såvel som 3D)[5]

## Features og kommandoer (uddrag)[6]
- Løse ligning: sage: x = var('x')

sage: solve(x^2 + 3*x + 2, x)
[x == -2, x == -1]
- Beregne differentialkvotient: sage: u = var('u')

sage: diff(sin(u), u)
cos(u)
- Beregne stamfunktion: sage: integral(x*sin(x^2), x)

-1/2*cos(x^2)
sage: integral(x/(x^2+1), x, 0, 1)
1/2*log(2)
- Løse differentialligning: sage: t = var('t')    # define a variable t

sage: x = function('x')(t)   # define x to be a function of that variable
sage: DE = diff(x, t) + x - 1
sage: desolve(DE, [x,t])
(_C + e^t)*e^(-t)

## Historie
SageMath har tidligere heddet Sage eller SAGE. Den første version af SageMath blev offentliggjort i 2005 af den amerikanske matematiker professor William Arthur Stein. Professor Steins intention med at designe og publicere SageMath var at fremstille et frit open-source-alternativ til de kommercielle CAS-programmer som eksempelvis Magma, Maple, Mathematica, and Matlab.
Tidligere versioner af SageMath blev skrevet i Python; men fremtidige versioner af SageMath vil blive skrevet i programmeringssproget C for at øge den hastighed, hvormed SageMath beregner.
Siden 2017 findes der en række forklarende videoer om SageMath.

## Hæder
William A. Stein og hans team af udviklere har modtaget en række priser for deres arbejde. Således blev SageMath i 2007 belønnet med førstepræmien i kategorien Logiciels scientifiques (videnskabeligt software) ved den verdensomspændende konkurrence Les Trophées du Libre for open-source-software. I 2013 fik SageMath tildelt SIGSAM Jenks Prize af Association for Computing Machinery (ACM).

## SageMath er omtalt på flere universiteters hjemmesider
- Harvard University[2]
- San Diego State University har en tutorial om SageMath på sin hjemmeside.[15]
- Flere tyske universiteter[16][17][18]
- Københavns Universitet[19]

## Eksterne Henvisninger
- https://www.sagemath.org
- List of computer algebra systems (engelsk)